# Thomas Springel
Thomas Springel, född den 15 maj 1959 i Aachen, Tyskland, är en tysk handbollsspelare.
Han tog OS-silver i herrarnas turnering i samband med de olympiska handbollstävlingarna 1984 i Los Angeles.